# رادیو کردی تهران
رادیو کردی تهران نام یکی‌از رسانه‌ها و رادیوهای کردی است که در ۴ آذر ۱۳۲۵ در تهران تأسیس شد. از کارکنان مشهور آن می‌توان به حسن زیرک، مظهر خالقی، ملامحمد ربیعی، احمد مفتی‌زاده، مدیا زندی، شکرالله بابان، سید عزیز علوی کورانه، سید جلال نظامی کورانه، خسرو خان شیخکانلو، سید نظام نظامی کورانه، امیر اسلان شیخکانلو و نشمیل نظامی کورانه اشاره کرد. این رادیو ۱۴ سال به پخش برنامه پرداخت و در سال ۱۳۳۹ به همراه کادر تولیدکنندهٔ برنامه‌ها به کرمانشاه منتقل شد و از آن پس رادیو کردی کرمانشاه نام گرفت. پس از آن دوباره به تهران منتقل شد و تاکنون با عنوان رادیو کردی تهران در دو بخش سورانی و کرمانجی به فعالیت خود ادامه می‌دهد.